# 東ゴート王国

イタリア王国
Regnum Italiae (ラテン語)

東ゴート王国の最大版図

東ゴート王国（ひがしゴートおうこく、Ostrogothic Kingdom、497年 - 553年）は、テオドリックによって建国された東ゴート族の王国である。首都はラヴェンナ。東ローマ帝国の皇帝ゼノンとの同盟により、西ローマ皇帝の廃止後、イタリアのほぼ全域を支配下においた。

## 歴史

### 王国の成立
東ゴート王国の建国は、476年にオドアケルが西ローマ皇帝ロムルス・アウグストゥルスを廃位した事件に端を発する。ゲルマン民族の一派でスキリア族の出身であった西ローマ帝国の親衛隊長オドアケルが、宰相の地位に収まっていたオレステスを討伐、彼の子で皇帝となっていたロムルス・アウグストゥルスを廃位した。
オドアケルは東ローマ帝国の皇帝ゼノンとの交渉により西ローマ帝国の宰相としての地位を得た。西ローマ帝国の宰相となったオドアケルは、ヴァンダル王国との折衝ではシチリア島の返還に成功し、西ゴート王国とは南プロヴァンスの割譲によって国境線問題を解決するなどの成果を収めた。しかし、対外的な成功を収めたオドアケルは、イタリアの統治方針についてゼノンと対立し、公然と反ゼノン派を支持するようになった。このためゼノンは東ゴート族の王テオドリックと同盟を結び、イタリア遠征とその統治を約束した。
テオドリックはゼノンの提案に合意したが、ゴート人の多くはテオドリックと分かれて東ローマ帝国に残ることを選択した。そのためテオドリックは彼に同意した僅かな者たちだけで488年にモエシアを出てイタリアへ向かい、同地で新たな戦士団を徴募した。このときテオドリックがイタリア遠征のために新たに組織した集団が後に東ゴート人と呼ばれるようになるのだが、この集団はゴート人を中心としつつもローマ人やルギー族等からなる混成集団であり、もともとはゴート人ではなかった者も多かった。
489年8月28日、イゾンツォ川に到達したテオドリックの軍は、オドアケルの派遣した軍と衝突、このイゾンツォの戦いでテオドリックは勝利を収め、翌月にはウェロニア（現: ヴェローナ）に到達した。ヴェローナのオドアケル軍に勝利したテオドリックは、続いてメディラヌム（現: ミラノ）を占拠、当地でのオドアケル側の軍事長官であったトゥファを味方に引き入れることに成功した。しかし、テオドリックの命でラヴェンナ攻略に向かったトゥファは再度寝返り、テオドリックの軍をティキヌム（現: パヴィーア）に後退させ、オドアケルの援軍とともに市を包囲した。490年、西ゴート王国の王アラリック2世の援軍を得たテオドリックは、ティキヌムを包囲したオドアケルの軍勢を放逐すると、イタリア各地を占領、逆にオドアケルが籠城するラヴェンナを包囲した。海上を全面封鎖され、陸戦でも戦果を挙げられなかったオドアケルは、493年3月5日、ラヴェンナ司教ヨハネスの仲介により降伏したが、テオドリックは彼を謀殺した。
この戦勝によってテオドリックは従士団から王として推戴された。東ローマ帝国の皇帝アナスタシウス1世も497年にテオドリックが『栄光この上ない王（rex gloriosissmus）』の称号を名乗ることを公認した。アナスタシウス1世はテオドリックに帝衣と帝冠を授け、西ローマ帝国を統治する皇帝大権を与えた。これによってイタリアにイタリア王と東ゴート王国が成立したとされる。ただし東ゴート王国の成立はイタリアにローマ帝国と異なる国家が誕生したという意味ではない。東ゴート王国とはローマ帝国の軍隊駐屯法に従ってイタリア本土に配置された西ローマ帝国の守備隊のことであり、その領土や住民は依然として西ローマ帝国のものであった。王となったテオドリックも、ローマ帝国にとっては皇帝からイタリアの軍司令官に任ぜられた臣下の一人に過ぎなかった。

### 大王テオドリックによる治世

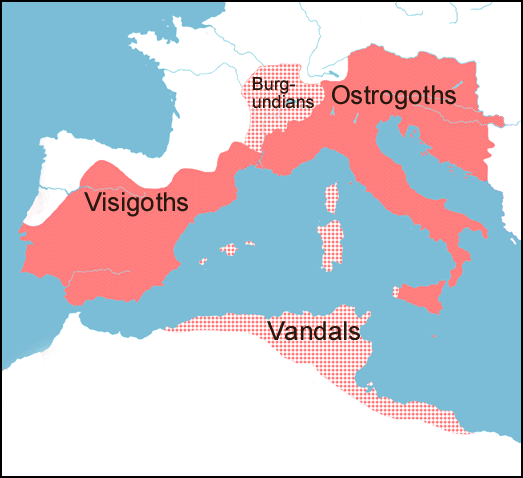
523年時点でのテオドリック大王の統治領域。点描で示された領域は間接的にテオドリック大王の支配下にあった領域。

イタリアとパンノニアを平定したテオドリックは外交に力を入れ、近隣国と積極的に婚姻関係を結んだ。それまで、テオドリックは側室のみを持っていたが、493年3月にはフランク王クローヴィス1世（クロドウェック）の妹オードフレダ（アウドフレーダ）を正室に迎えた。また、娘のティウディゴートを西ゴート王アラリック2世に、オストロゴートをブルグント王ジギスムントに嫁がせ、500年頃には妹のアマラフリーダをヴァンダル王トラサムントに輿入れさせた。
こうした婚姻政策は、諸勢力との軋轢を排除するためのものであったが、フランク王国は502年にブルグント王国を占領、507年には西ゴート領であった南フランスに侵入し、勢力の拡大を計った。フランク王国の拡大を警戒したテオドリックは、フランク王国に抵抗するチューリング王国やアラマンニ人を保護したほか、508年、将軍イッバの指揮する軍を差し向け、アレラテ（現: アルル）を占拠、南フランスからフランク王国の影響を一掃した。
しかし、テオドリックのフランク王国封じ込めの動きや、パンノニアの国境にあった山賊集団の支援は、東ローマ帝国に警戒感を持たせることになった。東ローマ帝国は、テオドリックを牽制するため、イタリア半島沿岸に艦隊を差し向けたほか、ヴァンダル王国の懐柔に乗り出した。518年には、東ローマ皇帝となったユスティヌス1世がアリウス派を弾圧しはじめ、ローマ教皇がこれに同調したため、東ゴート王国は動揺をきたした。
東ローマ帝国の圧力は、まずヴァンダル王国との反目という形で現れた。523年にトラサムントが死んだことによって、ヴァンダル王国は東ローマ帝国寄りの姿勢をとり、テオドリックの妹アマラフリーダら親東ゴート派を殺害した。さらに東ローマ帝国は、ローマ貴族で西ローマ帝国の執政官であったボエティウスの処刑をアリウス派による迫害とし、アリウス派への信仰を禁止した。これに対してテオドリックは、ローマ教皇ヨハネス1世をコンスタンティノポリスに派遣して弁明を行ったが、全く効果はなかった。テオドリックは期待に応えられなかったヨハネス1世を軟禁し、憤死させたが、これがかえって東ローマ帝国との軋轢を深めることになった。

### アマル王家による王位世襲の断絶
526年、テオドリックは男子後継者をもうけることなく死に、テオドリックの娘アマラスンタの子アタラリックが国王に即位した。しかし、アタラリックは幼少であったため、アマラスンタが摂政として政治の一切を取り仕切った。彼女の政治はテオドリックの理念に忠実なもので、東ゴート王国はしばらく平穏だったが、532年から533年にかけて情勢はにわかに剣呑になっていった。かねてよりテオドリック、アマラスンタと反目していたテオドリックの甥テオダハドや、軍最高司令官であったトゥリンら国内の反アマラスンタ勢力は、公然と彼女の政治批判を行うようになり、アマラスンタは東ローマ帝国への亡命を真剣に考えるようになった。しかし、彼女はフランク王国の軍勢が北イタリアのアレラテ（現: アルル）に侵攻したことを機に、トゥリンら反逆の中心人物を鎮圧に派遣、同地で刺客に襲わせて殺害した。
534年10月2日、アタラリックが早逝したため、アマラスンタは東ゴート王国の女王として即位した。この女王即位に関して、彼女はユスティニアヌスとの同盟交渉を行い、その承認を得ている。反目していたテオダハドを懐柔し、彼を共同統治者として指名したが、結果的にはこれがアマル家没落の原因となった。534年12月、テオダハドは突如反乱を起こし、アマラスンタをローマ北方のウォルシニィ湖（現: ボルセーナ湖）のマルタナ島に幽閉した。東ローマ帝国からの積極的な庇護も受けられなかった彼女は、535年4月30日、暗殺された。
テオダハドは、ユスティニアヌスにアマラスンタ暗殺の釈明をおこなったが、東ローマ帝国は庇護者である女王暗殺を帝国に対する挑戦とし、開戦の準備を始めた。一方テオダハドは、アマラスンタ暗殺を知ったローマ人たちが争乱を起こしかけたため、国内の内乱を防止するために軍を展開せざるを得なかった。テオダハド討伐のために派遣された将軍ムンドの陸戦部隊は、535年末までにダルタティア全土を制圧、また将軍ベリサリウス率いる艦隊は535年12月31日にシチリアを落とした。
皇帝軍の侵攻を畏れたテオダハドは、皇帝使節のペトルスに対し停戦交渉を始めたが、ベリサリウスがカルタゴの反乱鎮圧に向かい、北ではゴート軍がダルマティアのムンド率いる東ローマ軍を殲滅したため、テオダハドは一転して東ローマに対する強硬姿勢をとり始めた。536年、カルタゴを平定したベリサリウスはイタリア本土に向け進軍、レギウム（現: レッジョ・ディ・カラブリア）、ネアポリス（現: ナポリ）を陥落させた。政治的にも軍事的にも有効な手段をとらなかったテオダハドは、ローマ郊外に集結したゴート軍に合流したが、ゴート軍の司令官たちは536年11月、テオダハドに退位を迫った。このため、テオダハドは陣地からラヴェンナに逃走するが、途上でゴート軍の刺客に暗殺された。ここにアマル王家による王位の世襲は途絶えた。

### ゴート戦争と王国の滅亡
王位は、ゴート軍指揮官ウィティギスに継承された。彼は北イタリアの全軍の集結と王位の確立を図るためラヴェンナに撤退したが、この間、ベリサリウスに、ローマ、ペルシア（現: ペルージャ）などを占領された。ウィティギスは王位継承を正当なものとするため妻と離婚、アマル家の数少ない生き残りでアマラスンタの娘マタスンタと強引に婚姻関係を結んだ。
537年、フランク王国との交渉でプロヴァンス一帯を譲渡する代わりに和平を結ぶと、11月末には全軍をラヴェンナに集結させ、ローマに進軍した。537年2月21日に始まるローマ攻城は1年以上にも及び、双方とも壮絶な消耗戦となった。結果的にローマを落とせなかったウィティギスは休戦を申し入れたが、ベリサリウスは密かに騎兵部隊を迂回させ、ラヴェンナ直轄領に攻撃をしかけた。このためゴート軍はローマの包囲を解き、ラヴェンナに撤退した。
538年6月21日、ベリサリウス率いる皇帝軍はローマを出立し、アウクシムム（現: オージモ）の要塞を包囲、同じ頃ジェノヴァに揚陸した東ローマ軍はミラノを占領した。ゴート軍はフランク王国からの援軍を得てミラノを奪還したが、フランク軍がミラノを略奪したため市民感情は険悪なものとなった。さらにテウデベルト率いるフランク軍が北イタリアに進軍し、ゴート軍も皇帝軍も見境なく攻撃したばかりか、ポー川に女性を人身御供として沈めたため、以後、ゴート軍はフランク王国との交渉を断った。両軍の戦闘はアドリア海沿岸に拡大したが、遂に539年、ベリサリウス率いる皇帝軍はラヴェンナを包囲、海上を封鎖した。ウィティギスはベリサリウスとの交渉の末、540年5月、城門を開放し、降伏した。マタスンタはユスティニアヌス1世の従兄弟ユスティヌス・ゲルマヌス（500年頃 - 550年）と再婚した。
和平交渉を利用してラヴェンナに入城したベリサリウスは、ウィティギスを捕えた後、東ローマに帰還した。しかし、ゴート軍は西ゴート王国の王テウディスの甥イルディバルドを新王とし、なお抵抗を続けた。イルディバルドはウィティギスの甥ウライアスとの確執から暗殺されるが、彼の甥であるエラリーコの短期間の王位の後、同じくイルディバルドの甥でエラリーコの従兄弟でもあるトレヴィゾ方面軍を指揮していたトーティラが王位に就き、東ゴート軍は勢力を回復することになった。東ローマ軍はラヴェンナを出立し北上したが、劣勢のはずのトーティラの軍勢に敗北して後退、542年にはファウェンティア（現ファエンツァ）の戦いでも大敗北を喫し、戦線はずるずると南下した。東ローマ軍の小部隊はイタリア各地の防備を固めていたが、トーティラはこれを無視して南下、543年にはナポリを奪還した。ゴート軍は各地の東ローマ軍と衝突し、重要拠点を陥落。546年12月に東ゴート軍は、イサウリア人の裏切りによってローマを陥落させることに成功し、この時にローマ略奪を行った。一時的に優位に立ったベリサリウスは、再びイタリアに赴任したが、地元の支持を得られず、その後の戦況は膠着状態に陥った。552年4月、本国に召還されたベリサリウスに代わり、総司令官ナルセスが東ローマ軍を率いて北方からイタリアに侵入した。ナルセス軍は工兵隊を駆使してラヴェンナを落とし、補給を行うとローマに向けて進軍を開始した。552年、ローマを出立したゴート軍とナルセス率いる東ローマ帝国軍は、ブスタ・ガロールム高原で対峙した（ブスタ・ガロールムの戦い（ギリシア語: Μάχη των Βουσταγαλλώρων、英語: Battle of Busta Gallorum）、タギナエの戦い（イタリア語: Battaglia di Tagina、英語: Battle of Taginae））。この戦いで、ナルセスは前線を全て弓兵でかため、突撃するゴート軍を殲滅、トーティラを討ち取った。
トーティラ亡き後、残存兵を引き連れたテーイアが王となったが、サレルヌム（現: サレルノ）近郊のモン・ラクタリウスの戦いで戦死した。ゴート軍はその後も王を担ごうとしたが (en:Battle of the Volturnus (554))、実現に至らず東ゴート王国は滅亡。最後の反乱が562年に鎮圧され、東ゴート族は歴史から姿を消した。

## 統治機構
東ゴート王国とはローマ帝国の軍隊駐屯法によってイタリアに配備された西ローマ帝国の守備隊のことであり、東ゴート王国に西ローマ帝国から独立した独自の行政機構といったものは存在しなかった。オドアケルの時代と同様、それは単に西ローマ帝国の行政機構の存続であり、ディオクレティアヌスやコンスタンティヌス1世らによって組織化された文官と軍官の分離体制が東ゴート王国の時代においても維持されていた。ゴート人が就くことができる公職は軍官に限られ、民政は引き続きローマ人の文官が運営した。新たにゴート人による監督官と呼ばれる各地方を管轄する軍官が置かれ、この軍官は軍事関連の任務を遂行する権利の他に裁判権も有していたが、紛争に際しては法規に詳しいローマ人による補佐が必要だった。住民は依然として東西で共通のローマ市民権を所有し続け、全ての民にローマ法が厳格に適用された。ゴート人を優遇するような特別な法はなく、所領を持つ者はローマ人であれゴート人であれ帝国政府が作成した租税台帳に従いローマ人の文官によって地租が徴収された。東ゴート王を含むゴート人はローマ帝国によって雇用される立場であり、諸都市で護衛隊として軍役に就くかわりにローマ帝国の国庫から給金を受け取っていた。東ゴート王国の王は公的にはローマ帝国の官僚の一人であり、王の発言は帝国官僚としての立場に従いローマ帝国の公式な布告とされたが、最終的な国法の立法権は東ローマ帝国の皇帝が保持していた。

## 王権
ゲルマン人の王権は伝統的に選挙君主制で、血筋による世襲や王朝観念は強く意識されなかった。王(rex)とは連戦連勝の栄光によって集団からカリスマを認められた指導者のことで、集団の成員構成が変わるたびに新たな成員からの支持を基盤とした推戴の繰り返しが必要だった。テオドリックの王権も、テオドリックが500年の在位30周年式典で示したように、テオドリック自身が戦勝によって獲得した王権であると認識されていた。歴史学では、このような王権に「軍隊王権」の名を与えている。
ところがテオドリックのイタリアでの治世が進むにつれ、テオドリックは次第に「アマル王家」という概念を主張するようになっていった。ただし、アマル家と王権との結びつきが喧伝されたのはテオドリックがイタリアの統治を開始して以降のことであって、古くからアマル家が神聖な家系と考えられていたわけではないようである。テオドリック以前にアマル家の卓越性なるものが存在したかどうかは全く不確かで、今日ではテオドリックの王権がアマル家の権威に由来していたとする説明は疑問視されている。「アマル王家」なる概念は、約半世紀に及ぶテオドリック自身の栄光の積み重ねと、テオドリックの意識的な一門称揚の成果として創り出されたと考えられる。しかし結果として、テオドリックによる「アマル王家」の創造という試みは成功しなかった。数的に劣ったゴート人が圧倒的多数を誇るローマ人と西ローマ帝国の官僚組織に吸収されることで次第にゴート人という自己認識は忘れ去られ、まもなく東ゴート王国からはゴート人の王権という観念そのものが消失した。

## 文化

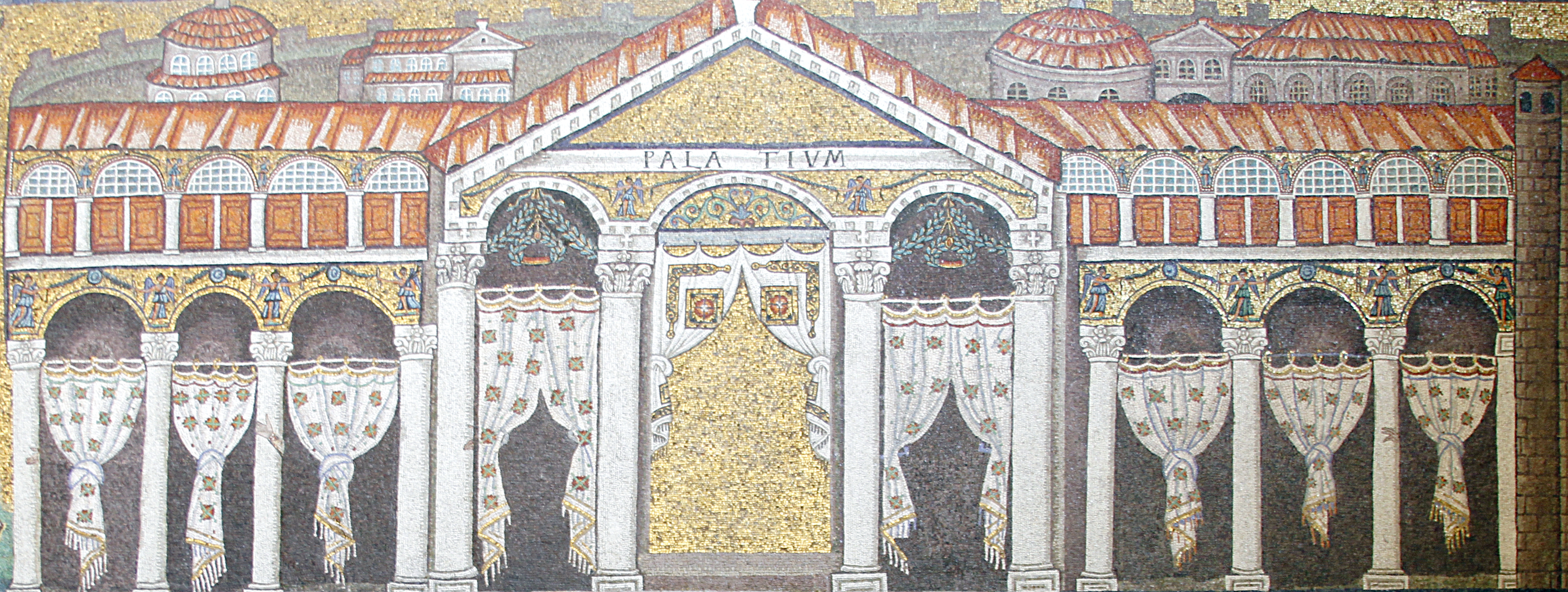
サンタポリナーレ・ヌオヴォ聖堂に残るテオドリックの宮殿のモザイク。
柱の間にはテオドリックをはじめとするアマル王家の人物像が描かれていたと推定される。左端と左から3番目の柱に人物の手が残っている。

ローマ文化とゴート文化の融和により生成される独自の文化といったようなものは育たなかった。その要因として、ゴート系住人は住民全体の約2%と極めて少数で、住民の大部分が依然として従来のローマ系住人のままであったこと等が挙げられる。
一方で、古代ローマの伝統文化は東ゴート王国がもたらした平穏によって「東ゴート・ルネサンス」と称されるほどの復興をみせた。オドアケルによって再開されたパンとサーカスがテオドリックの治世でも維持され、諸都市では城壁や水道橋が整備され、コロッセオやチルコ・マッシモ、ポンペイウス劇場、パラティーノの丘の諸宮殿といった古代ローマの建造物の大規模な修復が行われた。この時期に修繕されたのであろうウェスタ神殿の煉瓦からはテオドリックを称える刻印が見つかっている。イストリア半島で切り出されてテオドリック廟の上に置かれた直径11メートルと巨大な一枚岩のドームは、この時代の技術水準の高さを今日に伝えるものである。
東ゴート王国の文学作品は総じてラテン語で書かれている。6世紀の歴史家プロコピオスがトーティラの時代にもゴート語を話せる者が残っていたと伝えているものの、概ねゴート人の言葉は失われてしまっていたようである。

## 歴代君主
1. テオドリック（493年 - 526年）
2. アタラリック（526年 - 534年）
3. アマラスンタ（526年 - 534年）[注 5]
4. テオダハド（534年 - 536年）
5. ウィティギス（536年 - 540年）
6. イルディバルド（540年 - 541年）
7. エラリーコ（541年）
8. トーティラ（541年 - 552年）
9. テーイア（552年 - 553年）

## 系図
|  |  |                                            |                                            |                                            |                                            |                                            |                                            |  |  |                                           |                                           |                                           |                                           |                                           |                                           |                |                |                |                | ティウディミル | ティウディミル | ティウディミル                               | ティウディミル                               | ティウディミル                               | ティウディミル                               |                                              |                                              | エレレウヴァ | エレレウヴァ | エレレウヴァ | エレレウヴァ | エレレウヴァ | エレレウヴァ |                      |                |                |                |                                                        |                                                        |                                                        |                                                        |                                                        |                                                        |                                                 |                                                 |                                                 |                                                 |  |  |  |  |
|  |  |                                            |                                            |                                            |                                            |                                            |                                            |  |  |                                           |                                           |                                           |                                           |                                           |                                           |                |                |                |                | ティウディミル | ティウディミル | ティウディミル                               | ティウディミル                               | ティウディミル                               | ティウディミル                               |                                              |                                              | エレレウヴァ | エレレウヴァ | エレレウヴァ | エレレウヴァ | エレレウヴァ | エレレウヴァ |                      |                |                |                |                                                        |                                                        |                                                        |                                                        |                                                        |                                                        |                                                 |                                                 |                                                 |                                                 |  |  |  |  |
|  |  |                                            |                                            |                                            |                                            |                                            |                                            |  |  |                                           |                                           |                                           |                                           |                                           |                                           |                |                |                |                |                |                |                                              |                                              |                                              |                                              |                                              |                                              |              |              |              |              |              |              |                      |                |                |                |                                                        |                                                        |                                                        |                                                        |                                                        |                                                        |                                                 |                                                 |                                                 |                                                 |  |  |  |  |
|  |  |                                            |                                            |                                            |                                            |                                            |                                            |  |  |                                           |                                           |                                           |                                           |                                           |                                           |                |                |                |                |                |                |                                              |                                              |                                              |                                              |                                              |                                              |              |              |              |              |              |              |                      |                |                |                |                                                        |                                                        |                                                        |                                                        |                                                        |                                                        |                                                 |                                                 |                                                 |                                                 |  |  |  |  |
|  |  |                                            |                                            |                                            |                                            |                                            |                                            |  |  |                                           |                                           |                                           |                                           | 1.テオドリック                            | 1.テオドリック                            | 1.テオドリック | 1.テオドリック | 1.テオドリック | 1.テオドリック |                |                | アウドフレダ （フランク王クローヴィス1世妹） | アウドフレダ （フランク王クローヴィス1世妹） | アウドフレダ （フランク王クローヴィス1世妹） | アウドフレダ （フランク王クローヴィス1世妹） | アウドフレダ （フランク王クローヴィス1世妹） | アウドフレダ （フランク王クローヴィス1世妹） |              |              |              |              |              |              | アマラフリーダ       | アマラフリーダ | アマラフリーダ | アマラフリーダ | アマラフリーダ                                         | アマラフリーダ                                         |                                                        |                                                        | トラスムンド ヴァンダル王                              | トラスムンド ヴァンダル王                              | トラスムンド ヴァンダル王                       | トラスムンド ヴァンダル王                       | トラスムンド ヴァンダル王                       | トラスムンド ヴァンダル王                       |  |  |  |  |
|  |  |                                            |                                            |                                            |                                            |                                            |                                            |  |  |                                           |                                           |                                           |                                           | 1.テオドリック                            | 1.テオドリック                            | 1.テオドリック | 1.テオドリック | 1.テオドリック | 1.テオドリック |                |                | アウドフレダ （フランク王クローヴィス1世妹） | アウドフレダ （フランク王クローヴィス1世妹） | アウドフレダ （フランク王クローヴィス1世妹） | アウドフレダ （フランク王クローヴィス1世妹） | アウドフレダ （フランク王クローヴィス1世妹） | アウドフレダ （フランク王クローヴィス1世妹） |              |              |              |              |              |              | アマラフリーダ       | アマラフリーダ | アマラフリーダ | アマラフリーダ | アマラフリーダ                                         | アマラフリーダ                                         |                                                        |                                                        | トラスムンド ヴァンダル王                              | トラスムンド ヴァンダル王                              | トラスムンド ヴァンダル王                       | トラスムンド ヴァンダル王                       | トラスムンド ヴァンダル王                       | トラスムンド ヴァンダル王                       |  |  |  |  |
|  |  |                                            |                                            |                                            |                                            |                                            |                                            |  |  |                                           |                                           |                                           |                                           |                                           |                                           |                |                |                |                |                |                |                                              |                                              |                                              |                                              |                                              |                                              |              |              |              |              |              |              |                      |                |                |                |                                                        |                                                        |                                                        |                                                        |                                                        |                                                        |                                                 |                                                 |                                                 |                                                 |  |  |  |  |
|  |  |                                            |                                            |                                            |                                            |                                            |                                            |  |  |                                           |                                           |                                           |                                           |                                           |                                           |                |                |                |                |                |                |                                              |                                              |                                              |                                              |                                              |                                              |              |              |              |              |              |              |                      |                |                |                |                                                        |                                                        |                                                        |                                                        |                                                        |                                                        |                                                 |                                                 |                                                 |                                                 |  |  |  |  |
|  |  | ティウディゴート ＝西ゴート王アラリック2世 | ティウディゴート ＝西ゴート王アラリック2世 | ティウディゴート ＝西ゴート王アラリック2世 | ティウディゴート ＝西ゴート王アラリック2世 | ティウディゴート ＝西ゴート王アラリック2世 | ティウディゴート ＝西ゴート王アラリック2世 |  |  | オストロゴート ＝ブルグント王ジギスムント | オストロゴート ＝ブルグント王ジギスムント | オストロゴート ＝ブルグント王ジギスムント | オストロゴート ＝ブルグント王ジギスムント | オストロゴート ＝ブルグント王ジギスムント | オストロゴート ＝ブルグント王ジギスムント |                |                | 3.アマラスンタ | 3.アマラスンタ | 3.アマラスンタ | 3.アマラスンタ | 3.アマラスンタ                               | 3.アマラスンタ                               |                                              |                                              | エウタリック                                 | エウタリック                                 | エウタリック | エウタリック | エウタリック | エウタリック |              |              | 4.テオダハド         | 4.テオダハド   | 4.テオダハド   | 4.テオダハド   | 4.テオダハド                                           | 4.テオダハド                                           |                                                        |                                                        | アマラベルガ ＝チューリンゲン王ヘルマンフリート        | アマラベルガ ＝チューリンゲン王ヘルマンフリート        | アマラベルガ ＝チューリンゲン王ヘルマンフリート | アマラベルガ ＝チューリンゲン王ヘルマンフリート | アマラベルガ ＝チューリンゲン王ヘルマンフリート | アマラベルガ ＝チューリンゲン王ヘルマンフリート |  |  |  |  |
|  |  | ティウディゴート ＝西ゴート王アラリック2世 | ティウディゴート ＝西ゴート王アラリック2世 | ティウディゴート ＝西ゴート王アラリック2世 | ティウディゴート ＝西ゴート王アラリック2世 | ティウディゴート ＝西ゴート王アラリック2世 | ティウディゴート ＝西ゴート王アラリック2世 |  |  | オストロゴート ＝ブルグント王ジギスムント | オストロゴート ＝ブルグント王ジギスムント | オストロゴート ＝ブルグント王ジギスムント | オストロゴート ＝ブルグント王ジギスムント | オストロゴート ＝ブルグント王ジギスムント | オストロゴート ＝ブルグント王ジギスムント |                |                | 3.アマラスンタ | 3.アマラスンタ | 3.アマラスンタ | 3.アマラスンタ | 3.アマラスンタ                               | 3.アマラスンタ                               |                                              |                                              | エウタリック                                 | エウタリック                                 | エウタリック | エウタリック | エウタリック | エウタリック |              |              | 4.テオダハド         | 4.テオダハド   | 4.テオダハド   | 4.テオダハド   | 4.テオダハド                                           | 4.テオダハド                                           |                                                        |                                                        | アマラベルガ ＝チューリンゲン王ヘルマンフリート        | アマラベルガ ＝チューリンゲン王ヘルマンフリート        | アマラベルガ ＝チューリンゲン王ヘルマンフリート | アマラベルガ ＝チューリンゲン王ヘルマンフリート | アマラベルガ ＝チューリンゲン王ヘルマンフリート | アマラベルガ ＝チューリンゲン王ヘルマンフリート |  |  |  |  |
|  |  |                                            |                                            |                                            |                                            |                                            |                                            |  |  |                                           |                                           |                                           |                                           |                                           |                                           |                |                |                |                |                |                |                                              |                                              |                                              |                                              |                                              |                                              |              |              |              |              |              |              |                      |                |                |                |                                                        |                                                        |                                                        |                                                        |                                                        |                                                        |                                                 |                                                 |                                                 |                                                 |  |  |  |  |
|  |  |                                            |                                            |                                            |                                            |                                            |                                            |  |  |                                           |                                           |                                           |                                           |                                           |                                           |                |                |                |                |                |                |                                              |                                              |                                              |                                              |                                              |                                              |              |              |              |              |              |              |                      |                |                |                |                                                        |                                                        |                                                        |                                                        |                                                        |                                                        |                                                 |                                                 |                                                 |                                                 |  |  |  |  |
|  |  |                                            |                                            |                                            |                                            |                                            |                                            |  |  |                                           |                                           |                                           |                                           | 2.アタラリック                            | 2.アタラリック                            | 2.アタラリック | 2.アタラリック | 2.アタラリック | 2.アタラリック |                |                | 5.ウィティギス                               | 5.ウィティギス                               | 5.ウィティギス                               | 5.ウィティギス                               | 5.ウィティギス                               | 5.ウィティギス                               |              |              | マタスンタ   | マタスンタ   | マタスンタ   | マタスンタ   | マタスンタ           | マタスンタ     |                |                | ゲルマヌス・ユスティヌス （ユスティニアヌス1世従兄弟） | ゲルマヌス・ユスティヌス （ユスティニアヌス1世従兄弟） | ゲルマヌス・ユスティヌス （ユスティニアヌス1世従兄弟） | ゲルマヌス・ユスティヌス （ユスティニアヌス1世従兄弟） | ゲルマヌス・ユスティヌス （ユスティニアヌス1世従兄弟） | ゲルマヌス・ユスティヌス （ユスティニアヌス1世従兄弟） |                                                 |                                                 |                                                 |                                                 |  |  |  |  |
|  |  |                                            |                                            |                                            |                                            |                                            |                                            |  |  |                                           |                                           |                                           |                                           | 2.アタラリック                            | 2.アタラリック                            | 2.アタラリック | 2.アタラリック | 2.アタラリック | 2.アタラリック |                |                | 5.ウィティギス                               | 5.ウィティギス                               | 5.ウィティギス                               | 5.ウィティギス                               | 5.ウィティギス                               | 5.ウィティギス                               |              |              | マタスンタ   | マタスンタ   | マタスンタ   | マタスンタ   | マタスンタ           | マタスンタ     |                |                | ゲルマヌス・ユスティヌス （ユスティニアヌス1世従兄弟） | ゲルマヌス・ユスティヌス （ユスティニアヌス1世従兄弟） | ゲルマヌス・ユスティヌス （ユスティニアヌス1世従兄弟） | ゲルマヌス・ユスティヌス （ユスティニアヌス1世従兄弟） | ゲルマヌス・ユスティヌス （ユスティニアヌス1世従兄弟） | ゲルマヌス・ユスティヌス （ユスティニアヌス1世従兄弟） |                                                 |                                                 |                                                 |                                                 |  |  |  |  |
|  |  |                                            |                                            |                                            |                                            |                                            |                                            |  |  |                                           |                                           |                                           |                                           |                                           |                                           |                |                |                |                |                |                |                                              |                                              |                                              |                                              |                                              |                                              |              |              |              |              |              |              |                      |                |                |                |                                                        |                                                        |                                                        |                                                        |                                                        |                                                        |                                                 |                                                 |                                                 |                                                 |  |  |  |  |
|  |  |                                            |                                            |                                            |                                            |                                            |                                            |  |  |                                           |                                           |                                           |                                           |                                           |                                           |                |                |                |                |                |                |                                              |                                              |                                              |                                              |                                              |                                              |              |              |              |              |              |              | ゲルマヌス (550-605) |                |                |                |                                                        |                                                        |                                                        |                                                        |                                                        |                                                        |                                                 |                                                 |                                                 |                                                 |  |  |  |  |

|  |  |                       |                       |                       |                       |                       |                       |                  |                  |                  |                  |   |   |              |   |   |   |   |   |  |  |  |  |  |  |  |  |  |  |  |  |  |  |  |  |
|  |  |                       |                       |                       |                       |                       |                       |                  |                  |                  |                  |   |   |              |   |   |   |   |   |  |  |  |  |  |  |  |  |  |  |  |  |  |  |  |  |
|  |  | テウディス 西ゴート王 | テウディス 西ゴート王 | テウディス 西ゴート王 | テウディス 西ゴート王 | テウディス 西ゴート王 | テウディス 西ゴート王 |                  |                  | ?                | ?                | ? | ? | ?            | ? |   |   |   |   |  |  |  |  |  |  |  |  |  |  |  |  |  |  |  |  |
|  |  | テウディス 西ゴート王 | テウディス 西ゴート王 | テウディス 西ゴート王 | テウディス 西ゴート王 | テウディス 西ゴート王 | テウディス 西ゴート王 |                  |                  | ?                | ?                | ? | ? | ?            | ? |   |   |   |   |  |  |  |  |  |  |  |  |  |  |  |  |  |  |  |  |
|  |  |                       |                       |                       |                       |                       |                       |                  |                  |                  |                  |   |   |              |   |   |   |   |   |  |  |  |  |  |  |  |  |  |  |  |  |  |  |  |  |
|  |  |                       |                       |                       |                       | 6.イルディバルド      | 6.イルディバルド      | 6.イルディバルド | 6.イルディバルド | 6.イルディバルド | 6.イルディバルド |   |   | ?            | ? | ? | ? | ? | ? |  |  |  |  |  |  |  |  |  |  |  |  |  |  |  |  |
|  |  |                       |                       |                       |                       | 6.イルディバルド      | 6.イルディバルド      | 6.イルディバルド | 6.イルディバルド | 6.イルディバルド | 6.イルディバルド |   |   | ?            | ? | ? | ? | ? | ? |  |  |  |  |  |  |  |  |  |  |  |  |  |  |  |  |
|  |  |                       |                       |                       |                       |                       |                       |                  |                  |                  |                  |   |   | 8.トーティラ |   |   |   |   |   |  |  |  |  |  |  |  |  |  |  |  |  |  |  |  |  |

## 関連作品
- 『闇よ落ちるなかれ』 （Lest Darkness Fall、L・スプレイグ・ディ＝キャンプ、1939年）
テオドリック大王死後の東ゴート王国に迷い込んだ現代アメリカ人が大活躍する歴史改変小説。